# Aconophora longicornis
Aconophora longicornis är en insektsart som beskrevs av Dietrich. Aconophora longicornis ingår i släktet Aconophora och familjen hornstritar. Inga underarter finns listade i Catalogue of Life.